# Copa de la Segunda División de Gibraltar
La Copa de la Segunda División fue un torneo de fútbol especial organizado por la Asociación de Fútbol de Gibraltar  desde 2005; Estaba destinado exclusivamente para equipos que participaban en Segunda División.
El 2 de marzo de 2017 la Asociación de Fútbol de Gibraltar anunció la firma de un contrato de patrocinio con la empresa inmobiliaria Chestertons Gibraltar, por lo cual la competencia pasó a llamarse The Chestertons' cup. Chestertons Gibraltar se convirtió de esta manera en el primer patrocinador de la competencia de su creación.
Debido a la realización de mejoras en el Estadio Victoria el torneo no se disputó en su edición 2018.

## Equipos temporada 2016-17
| Pos.    | Clubes            | Capitán           | Entrenador          | Proveedor | Auspiciador      |
| ------- | ----------------- | ----------------- | ------------------- | --------- | ---------------- |
| 10 (PL) | Angels            | Jorge Serrato     | Lewis Fraser        | Kipsta    | Eroski Center    |
| 3       | Gibraltar Phoenix | Borja             | Albert Ferri        | Luanvi    | General Lifts    |
| 4       | Bruno's Magpies   | Sam Whelan        | David Wilson        | Nike      | Brunos Bar       |
| 5       | Olympic Gibraltar | Anthony Provalosi | Garry Turner-Bone   | Nike      | VR Solutions     |
| 7       | Leo               | Fernando Sánchez  | Rogelio Ramagge     | Jako      | BMI Group        |
| 8       | Boca Juniors      | Philip Hermida    | José Pomares        | Adidas    | Masbro           |
| 10      | Hound Dogs        | Shaun De'Ath      | Chris Gomez         | Jako      | The Calpe Hounds |
| 11      | Cannons           | Adrián Reina      | Christian Olivares  | Jako      | -                |
| 12      | College 1975      | David Gómez       | Francisco Fernández | Nike      | Cosmopolitan     |

## Sistema de competición
Hasta la temporada 2016 el torneo se jugó por eliminación directa, con dos rondas previas a las semifinales. En la temporada 2017 se modificó el formato debido a que solo existían nueve clubes en esa temporada. Ese año el torneo constó de una fase de grupos, en la que se sortearon tres grupos de tres equipos cada uno. Dentro de cada grupo los equipos jugaron entre sí mediante sistema de todos contra todos una vez totalizando dos partidos cada uno; luego de la fase de grupos, los ganadores de cada grupo más el mejor segundo se clasificaron a las semifinales, a las que les seguía la final.

## Lista de Campeones
| Edición             | Campeón            | Resultado          | Subcampeón            |
| ------------------- | ------------------ | ------------------ | --------------------- |
| 1948                | Britania XI        |                    |                       |
| 1991                | Glacis United Res. | Liga               | Gibraltar United      |
| 2005                | Glacis United Res. | ¿?                 | Gibraltar Wanderes    |
| 2006                | PwC Laguna         | 1 – 0              | Manchester 62 Res.    |
| 2007                | Glacis United Res. | 1 – 0              | St. Joseph's Res.     |
| 2008                | PwC Laguna         | (pen.) (7–6) 1 – 1 | Lincoln Res.          |
| 2010                | Europa             | ¿?                 | Lynx F.C.             |
| 2011                | Rock Cosmos        | (pen.) (3–2) 1 – 1 | St. Joseph's Athletic |
| 2012                | Lynx               | 4 – 0              | Chelsea Gib. F.C.     |
| 2014                | Lions Pilots       | (pen.) (4–2) 1 – 1 | Red Imps              |
| 2015                | Europa Point (1)   | ¿?                 |                       |
| 2016                | Europa Point (2)   | 3 – 2              | Bruno's Magpies       |
| The Chestertons Cup |                    |                    |                       |
| 2017                | Gibraltar Phoenix  | 2 – 0              | College 1975          |
| 2018-19             | Bruno's Magpies    | 2 – 1              | Olympique 13          |

## Títulos por club
| Pos. | Club               | Títulos | Años en los que fue campeón |
| ---- | ------------------ | ------- | --------------------------- |
| 1    | Europa Point       | 2       | 2015, 2016                  |
| 2    | PwC Laguna         | 2       | 2006, 2008                  |
| 3    | Glacis United Res. | 2       | 2005, 2007                  |
| 4    | Bruno's Magpies    | 1       | 2019                        |
| 5    | Gibraltar Phoenix  | 1       | 2017                        |
| 6    | Lions Pilots       | 1       | 2014                        |
| 7    | Lynx               | 1       | 2012                        |
| 8    | Rock Cosmos        | 1       | 2011                        |
| 9    | Europa             | 1       | 2010                        |
| 10   | Britania XI        | 1       | 1948                        |

## Estadísticas

### Goleadores por temporada
| Temporada | Jugador            | Club              | Goles |
| --------- | ------------------ | ----------------- | ----- |
| 2017      | Luis Casas         | Gibraltar Phoenix | 5     |
| 2018-19   | Alejandro Carenote | Olympique         | 15    |